# Коробов, Митрофан Фёдорович
Митрофан Фёдорович Коробов (1903 — ?) — советский инженер, лауреат Сталинской премии третьей степени (1950).

## Биография
В 1933 году окончил МВТУ имени Н. Э. Баумана, инженер-механик по механосборочному производству.
Работал на Первом Государственном подшипниковом заводе: инженер, главный механик, заместитель главного инженера. С 1943 года главный инженер 2-го Государственного подшипникового завода.
Главный инженер, с 1947 года начальник Главподшипника Министерства автомобильной промышленности СССР.

## Признание
- Сталинская премия третьей степени (1950) — за разработку и внедрение в промышленность новых методов изготовления подшипниковых колец способом горячей раскатки
- орден «Знак Почёта» (23.1.1943)
- орден Красной Звезды (28.10.1944)
- орден Ленина